# Plecoptera roeniata
Plecoptera roeniata là một loài bướm đêm trong họ Erebidae.